# Biblioteca visconteo sforzesca
Per Biblioteca visconteo sforzesca si intendeva la biblioteca privata dei signori e duchi di Milano delle dinastie dei Visconti e degli Sforza. La biblioteca si trovava nel castello di Pavia e fu portata in Francia dal re Luigi XII in seguito alla conquista del Ducato da parte dei francesi.

## Storia

### La creazione
La Biblioteca viscontea fu probabilmente ispirata da Francesco Petrarca durante il suo soggiorno presso Giovanni II Visconti e soprattutto sotto Galeazzo II. Intorno al 1378 la raccolta libraria doveva essere già abbastanza consistente, dato che in quell'anno fu visitata da Geoffrey Chaucer, allora impegnato in una missione diplomatica presso le corti di Galeazzo II e di Bernabò. Notizie più precise si hanno a partire dal governo di Gian Galeazzo che diede definitivo avvio alla biblioteca grazie alla progressiva acquisizione di vari fondi librari, inizialmente per eredità familiare, come i manoscritti di Azzone Visconti, di Giovanni Visconti, di Galeazzo II, quelli di Bianca di Savoia e, dopo il 1385, la biblioteca personale dello zio Bernabò, formata principalmente da codici miniati contenenti romanzi cavallereschi. A questo nucleo iniziale si aggiunsero i manoscritti requisiti a personaggi caduti in disgrazia, così infatti accadde al ricco patrimonio librario di Pasquino Cappelli, cancelliere e ambasciatore del signore, accusato di tradimento nel 1398 e poi giustiziato, o giunsero nella biblioteca come preda di guerra, come la raccolta di manoscritti dei Carraresi (nella quale vi erano anche circa trenta codici appartenuti a Francesco Petrarca), presa con la conquista di Padova del 1388.

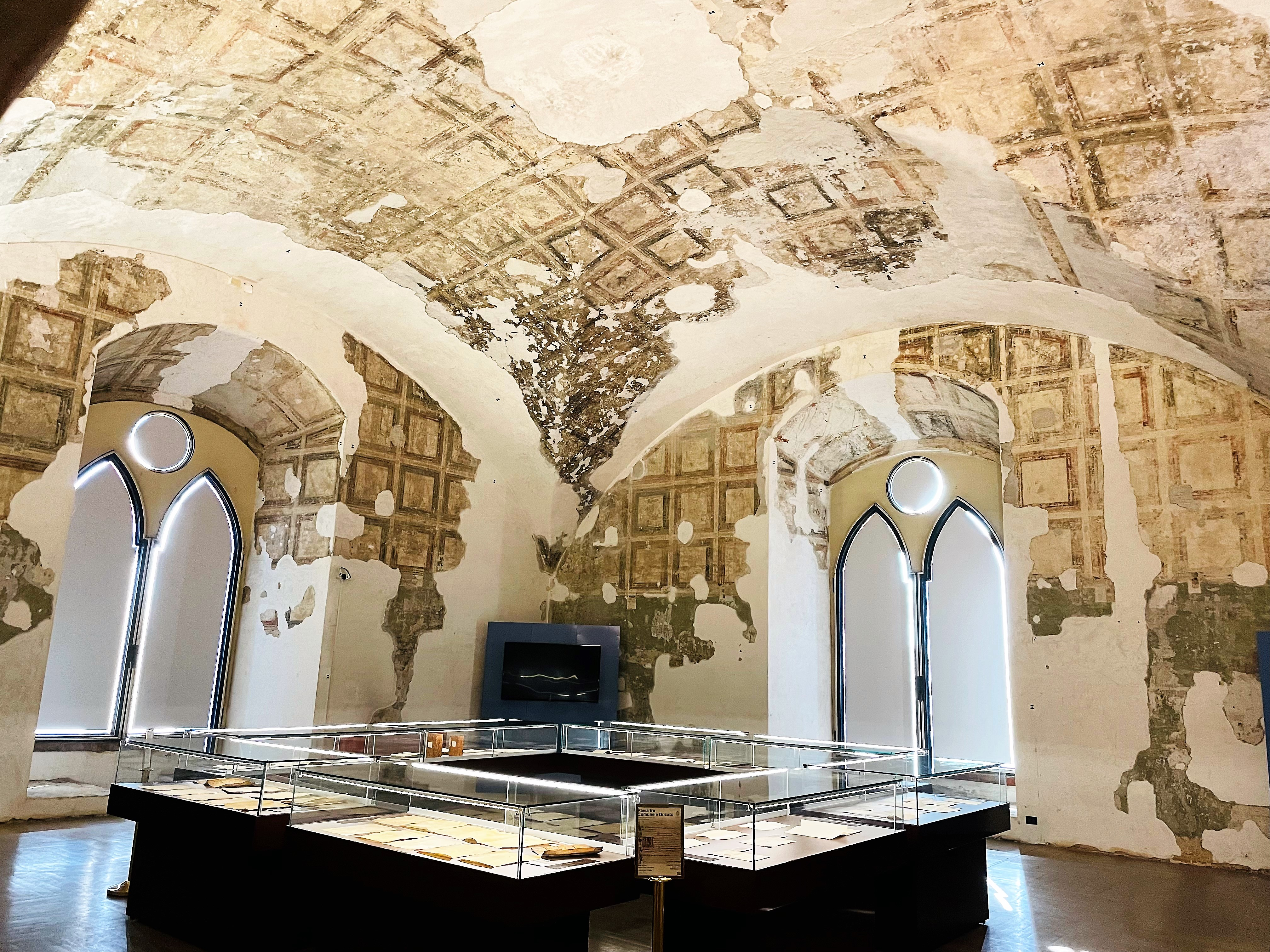
Una delle sale della biblioteca.

Nel corso degli anni la biblioteca si arricchì inoltre di numerose opere, commissionate dai Visconti prima e dagli Sforza poi, sia per l’istruzione dei rampolli delle due casate, sia per la devozione privata o pubblica, come i tanti manoscritti miniati a tema religioso. Inoltre la necessità di disporre di testi necessari per il governo dello stato, in ogni suo aspetto, fece giungere nella biblioteca manoscritti giuridici, filosofici, geografici, di retorica e di arte militare, mentre, contemporaneamente, per interesse personale dei signori nella biblioteca arrivarono testi di medicina, caccia, danza, giochi e, soprattutto, romanzi cavallereschi e, grazie a Filippo Maria Visconti, ultimo duca di Milano della dinastia viscontea (1392 – 1447), classici latini, greci e volgari, tra cui la Divina Commedia di Dante o il Canzoniere di Petrarca. Negli anni di Filippo Maria la biblioteca arrivò a contare circa 1.000 volumi, superiore di oltre tre volte alle più consistenti raccolte librarie contemporanee di altre famiglie signorili italiane, come i Gonzaga o gli Estensi. Intorno alla metà del Quattrocento, secondo Vespasiano da Bisticci, scrittore e umanista al servizio di Federico da Montefeltro, le biblioteche più famose e importanti del continente erano la Biblioteca Vaticana, la Laurenziana, la Visconteo-Sforzesca e quella dell'università di Oxford.

### La biblioteca del Duca Ludovico Sforza detto il Moro
Particolare attenzione alla biblioteca fu riservata da Ludovico il Moro che non solo, nel 1491, incaricò Tristano Calco di riordinare la biblioteca e l'archivio, ma si preoccupò anche dell'incremento delle raccolte facendo affluire nella collezione le donazioni ricevute di pezzi singoli o di interi fondi (come per i 25 titoli di medicina e astrologia appartenuti a Sforza Secondo Sforza), e anche il frutto di qualche sequestro, come nel caso dei volumi di Cicco Simonetta. Durante il governo di Ludovico il Moro giunsero nella biblioteca anche i libri greci dell'umanista Giorgio Merula e altri, tra cui un gruppo di manoscritti nei quali erano trascritti autori latini arrivati, nel 1494, dall'abbazia di Bobbio. Ma Ludovico fu anche interprete di vere e proprie operazioni culturali, nel 1499 incaricò l'ebreo Salomone, dottore in arti e medicina, di tradurre in latino le opere ebraiche presenti nella biblioteca, permettendogli di risiedere nel castello Visconteo al fine di svolgere più comodamente il suo lavoro.

### Lo smembramento

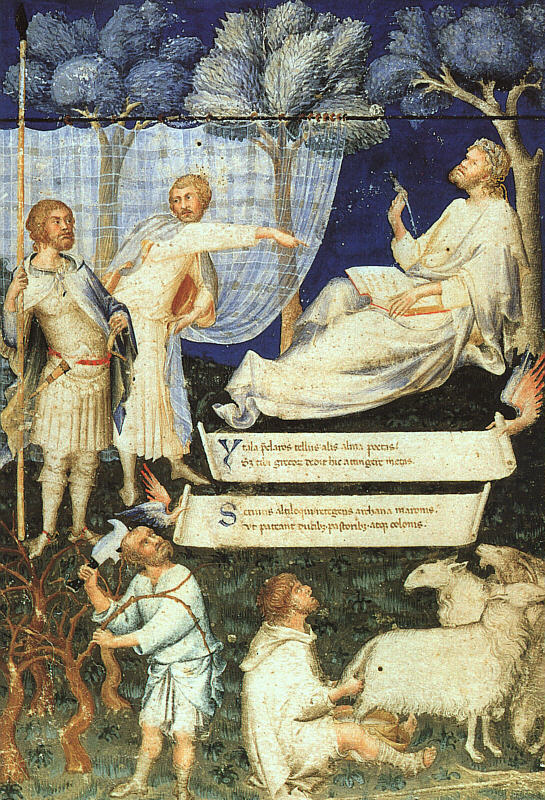
Simone Martini, Frontespizio del Commento di Servio a Virgilio, Milano, Biblioteca Ambrosiana.

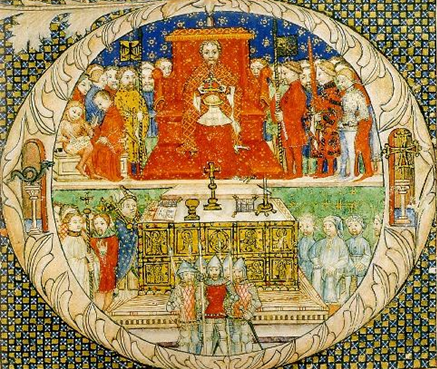
Anovelo da Imbonate, Messale di Gian Galeazzo, Biblioteca Capitolare della Basilica di Sant'Ambrogio.

Con il crollo della dinastia sforzesca e l'arrivo dei francesi di Luigi XII nel 1500, la biblioteca andò dispersa. Luigi XII fece selezionare circa 400 codici, che furono portati nel castello di Blois. Tali manoscritti confluirono poi Bibliothèque Royale, poi Nationale, di Parigi e sono ancor oggi identificabili perché riportano (insieme a due incunabili, non menzionati nell'inventario del 1490) l'ex libris: "de Pavye au roy Loys XIIe". Poco sappiamo invece degli oltre 500 codici che non furono trasportati in Francia: per lo più andarono (come l'archivio visconteo) dispersi e solo un centinaio di essi sono attualmente conservati in biblioteche italiane e straniere. A partire dall’Ottocento, le indagini di Girolamo D'Adda e, più recentemente, di Élisabeth Pellegrin,  di Maria Grazia Albertini Ottolenghi e di Anna Giulia Cavagna hanno permesso di rintracciare 500 codici un tempo conservati nella biblioteca. Il nucleo di gran lunga più consistente e depositato nella Bibliothèque Nationale di Parigi, ma diversi codici finirono anche nella Biblioteca Nazionale Russa di San Pietroburgo, nella Bodleiana di Oxord, nella Biblioteca Nazionale Austriaca di Vienna, nella Biblioteca Reale di Copenaghen, nel Museo Condé a Chantilly, nella Biblioteca Nazionale di Firenze e nella Biblioteca nazionale Vittorio Emanuele III di Napoli. Tuttavia alcuni codici non uscirono dal territorio lombardo: importanti nuclei di manoscritti sono ora infatti conservati a Milano all’Ambrosiana (tra i quali vi è il Virgilio appartenuto a Francesco Petrarca), nella Braidense, nella Biblioteca Trivulziana, nella biblioteca Capitolare di Sant'Ambrogio (dove si trova il messale di Gian Galeazzo), mentre nella biblioteca Universitaria di Pavia si conserva un codice quattrocentesco nel quale sono trascritti I Trionfi di Francesco Petrarca, provenienti dalla biblioteca. I Musei Civici di Pavia, in collaborazione con Regione Lombardia, stanno promuovendo un progetto di ricostruzione multimediale della biblioteca che troverà sede nel castello Visconteo.

## Copisti e miniatori
I duchi di Milano si avvalsero sempre di copisti e miniatori di grande qualità, capaci di realizzare opere non solo perfette nella tecnica e nella forma, ma anche preziose ed eleganti, vero riflesso, almeno nelle intenzioni dei committenti, del raffinato gusto della corte. Tra i tanti artisti che lavorarono per i Visconti e gli Sforza vanno annoverati Giovannino de' Grassi, Michelino da Besozzo e Belbello da Pavia, interpreti del gotico internazionale, e, nella seconda metà del Quattrocento, Cristoforo, Ambrogio de' Predis e Giovan Pietro Birago, le cui opere, ormai di gusto rinascimentale, furono influenzate dalla scuola ferrarese e dalla pittura di Vincenzo Foppa e Leonardo da Vinci.Va poi evidenziato che tali codici avevano anche una funzione di rappresentanza, dato che molto spesso erano esibiti ai cortigiani, agli intellettuali e a sovrani, signori, aristocratici e ambasciatori di altre corti in visita al castello. Per tale ragione, tali manoscritti furono sempre realizzati con sfarzo e ricercatezza, come i codici fatti predisporre da Ludovico il Moro per il figlio Massimiliano o i lussuosi esemplari della Sforziade. Grazie agli inventari, sappiamo inoltre che quasi tutti i volumi avevano preziose copertine in velluto colorato o cuoio dorato e molti di essi erano provvisti di borchie e chiavi d’argento.

## La sede e l'organizzazione della biblioteca

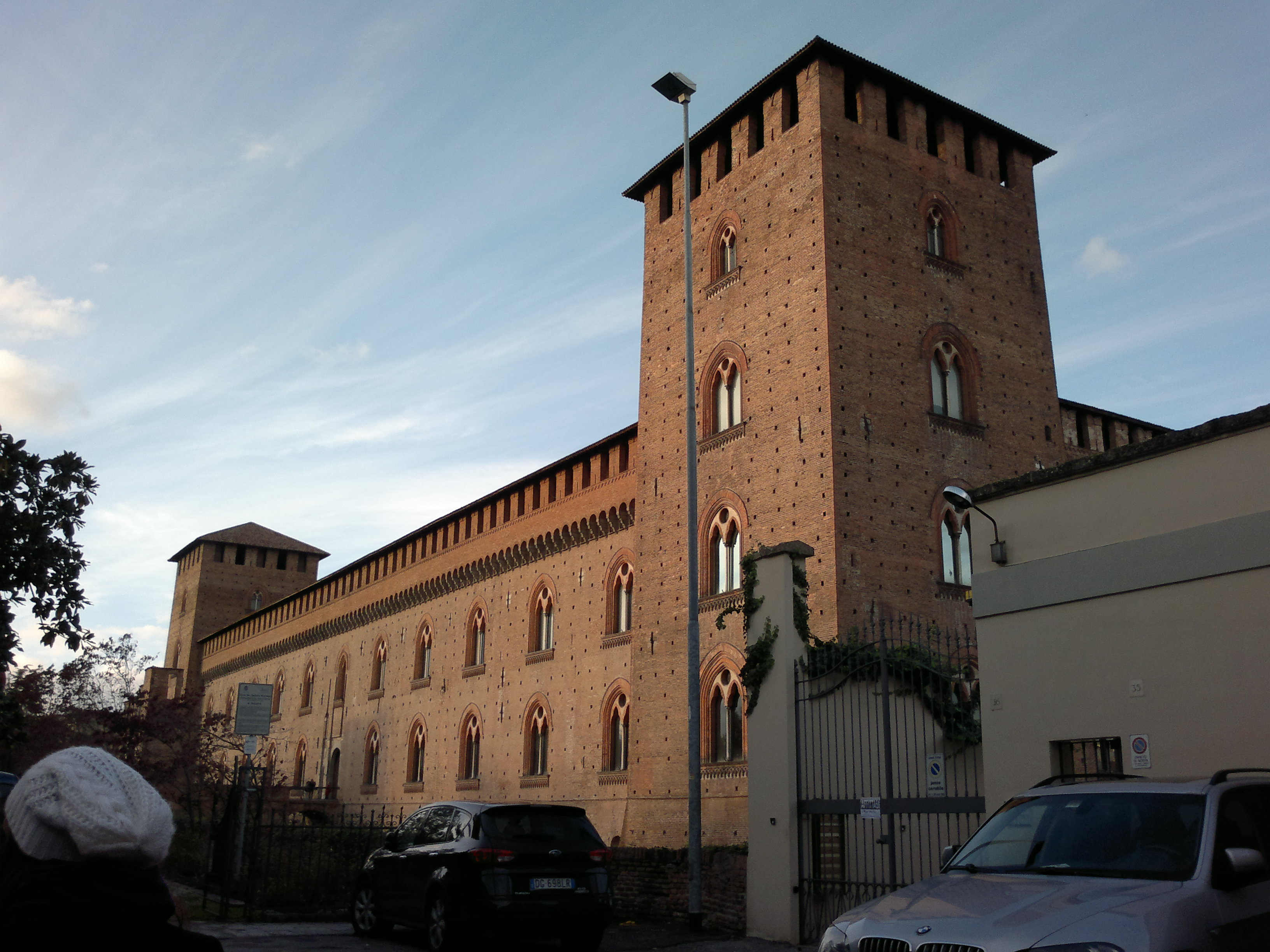
Castello Visconteo, in primo piano la torre che ospitava la biblioteca.

La biblioteca era collocata in una grande stanza al primo piano della torre di sud-ovest del castello Visconteo, un locale molto luminoso, dotato di bifore di grandi dimensioni ed era dotata di armadi e casse (nelle quali, oltre ai codici era custodito anche l’archivio ducale) e banchi per la consultazione, sopra i quali si trovavano volumi di pregio, fissati al mobile da catenelle. Ma la biblioteca non ospitava solo i codici e i documenti dell’archivio: nell’ambiente venivano riposti anche oggetti preziosi o curiosi, come un dente di narvalo, all’epoca ritenuto un corno di unicorno, e l’astrario di Giovanni Dondi.
Data la preziosità dei manoscritti, la biblioteca era vigilata dal castellano, che era tenuto a redigere periodici inventari dei volumi e dei documenti conservati, verificare periodicamente il loro stato e permettere la consultazione ai membri della famiglia ducale, gli unici ai quali era permesso il libero accesso alla biblioteca e il prestito dei codici, operazioni che potevano essere concesse anche ad altri individui solo se provvisti dell’autorizzazione diretta del duca.

## Gli inventari antichi
Conosciamo il patrimonio librario della biblioteca grazie a quattro inventari conservati, il più antico, risalente al 1426 (ora conservato nella biblioteca Trivulziana di Milano), fu fatto redigere da Filippo Maria Visconti ed elenca 988 codici. Grazie a tale inventario sappiamo che la biblioteca custodiva anche volumi precedenti alla sua fondazione: il codice più antico risaliva al IX secolo e conteneva le Opere di Agostino giunto, probabilmente come preda bellica, da Verona (ora conservato a Parigi: Ms. lat. 1924). Ma vi erano anche tre manoscritti del X secolo, nove del XI, 35 del XII e una cinquantina del XIII. Nel 1459, Francesco Sforza fece predisporre un nuovo inventario (ora custodito nella Bibliothèque Nationale di Parigi), grazie al quale sappiamo che la biblioteca aveva subito, forse nei turbinosi anni seguiti la morte di Filippo Maria, un certo impoverimento, dato che erano annoverati 824 codici. Negli anni seguenti, Galeazzo Maria Sforza incrementò il patrimonio della biblioteca facendovi giungere 126 manoscritti. Gli ultimi due inventari (entrambi conservati nell’archivio di Stato di Pavia) risalgono al 1488 e al 1490 e in particolare nell’ultimo, voluto da Ludovico il Moro in previsione di un riordino della biblioteca, compito che il signore affidò a Tristano Calco, i 947 codici che la compongono sono ormai divisi, con un criterio più moderno, per materie e discipline. Non sono stati per ora ritrovati inventari successivi a quello del 1490 e quindi non è certo il numero di codici (ai quali verosimilmente si erano aggiunti anche degli incunaboli) presenti nella biblioteca dopo gli incrementi del patrimonio librario promossi Ludovico il Moro, come pure ignoriamo il numero esatto dei volumi custoditi quando essa venne smembrata nel 1500 da Luigi XII.

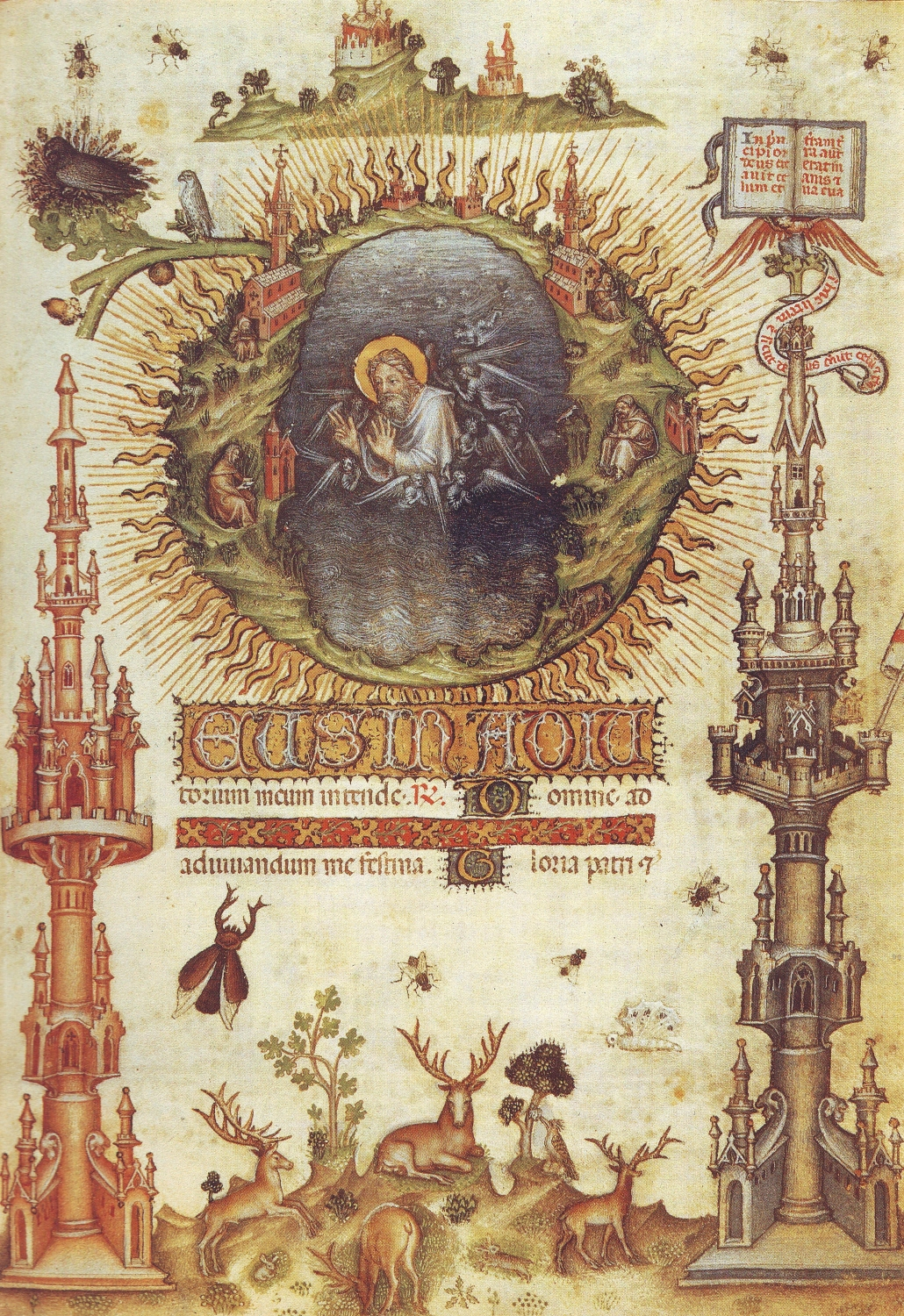
Giovannino de' Grassi, Belbello da Pavia, Offiziolo di Gian Galeazzo, Mss. Banco rari 397, Firenze, Biblioteca Nazionale Centrale.
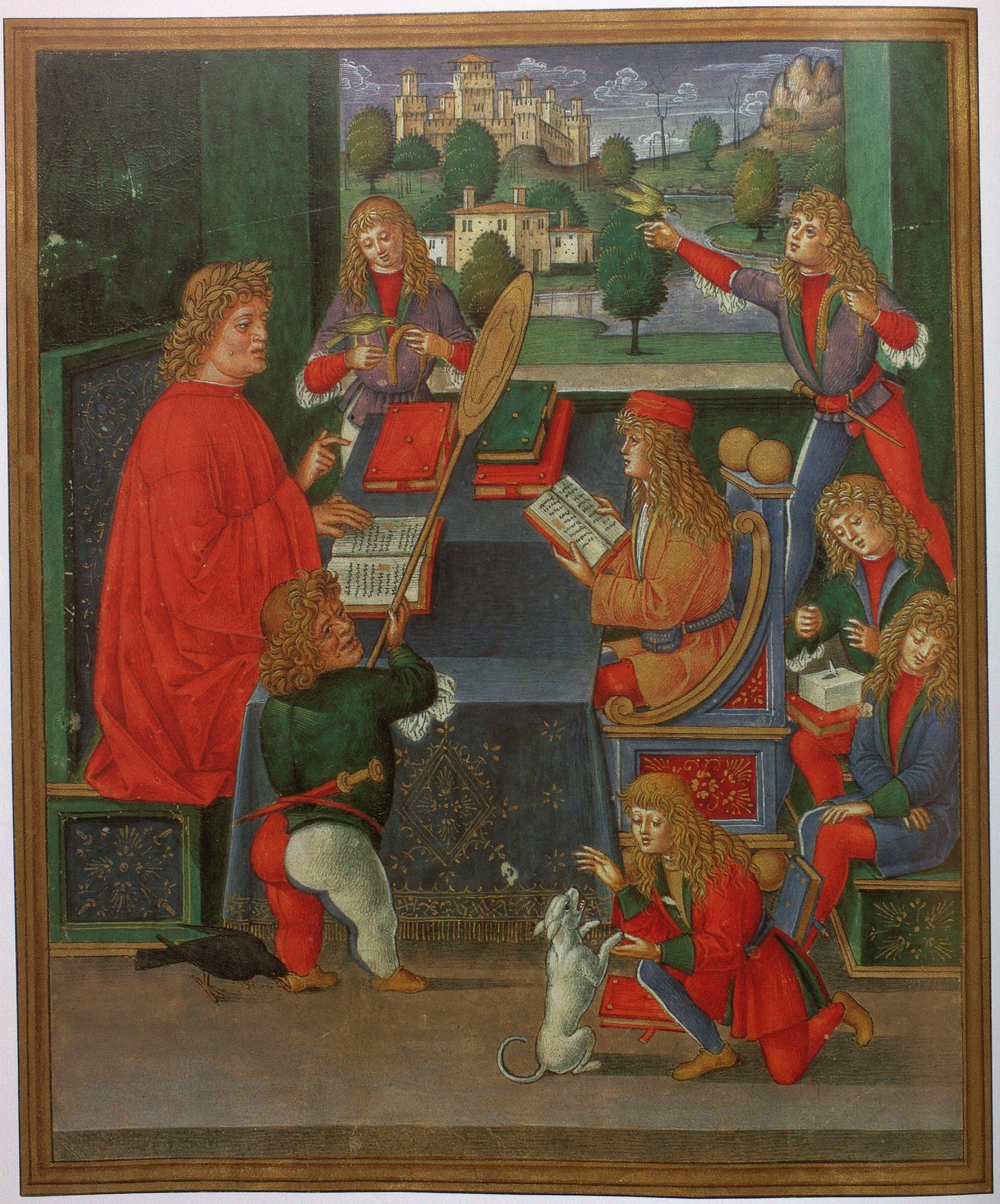
Elio Donato, Ars minor, miniato da Giovanni Pietro da Birago (1496-1499), Milano, Biblioteca Trivulziana.